# Districtul Zelfana
Zelfana este un district din provincia Ghardaïa, Algeria.